# Derek Rae
Derek Rae (* 1967 in Aberdeen) ist ein schottischer Fußball-Moderator. Er stand viele Jahre beim Sender ESPN unter Vertrag, bei dem er als Spiel-Kommentator der Champions-League-Übertragungen arbeitete. Er war darüber hinaus „Gastgeber“ der ESPNsoccernet-Sendung PressPass. Inzwischen ist er für den britischen Sportkanal BT Sport tätig.

## Leben und Karriere
Mit sieben Jahren beeindruckte ihn die Fußball-Weltmeisterschaft 1974 in Deutschland nachhaltig. Die Beschäftigung mit dem Gastgeberland führte dazu, dass er in der Schule Deutsch als Fremdsprache wählte und als 12-Jähriger Hamburg besuchte. Später verbrachte er sogar im Rahmen von Schüleraustauschen viel Zeit in Wildeck-Hönebach. Seine Deutschkenntnisse wurden dadurch ausgezeichnet. Außerdem entwickelte er eine Fan-Beziehung zum nächstgelegenen größeren Club, dem KSV Hessen Kassel. Vom Fußball fasziniert, wollte er sich mit den heimatlichen Wettbewerben nicht begnügen und lauschte mit Vorliebe den gut zu empfangenden Sendern Radio Bremen und NDR mit ihren (vom WDR zugeschalteten) Kommentatoren Werner Hansch und Jochen Hageleit, die er wegen ihres Ruhrpott-Humors verehrte. Der DFB-Pokal hatte es ihm besonders angetan, weil er die hartumkämpften Ausscheidungsspiele der deutschen Mannschaften gegenüber den taktischen Pokalbegegnungen auf der britischen Insel bevorzugte.
Unter dem Eindruck der Weltmeisterschaft 1974 war Rae zu lokalen Spielen gegangen, um Live-Reportagen auf seinem Kassettenrekorder anzufertigen, womit er seinen beruflichen Weg vorzeichnete. Raes Karriere begann im Alter von 15 Jahren, als er als Fußball-Kommentator für einen Radiosender arbeitete, der in örtlichen Krankenhäusern ausgestrahlt wurde. Mit 19, als der Sprecher David Francey eine Knieverletzung erlitt, die ihn am Reisen hinderte, bekam er die Chance für ihn bei einer Radioübertragung der Scottish Premier League einzuspringen. Im Anschluss daran kommentierte Rae für BBC Scotland ein Spiel zwischen den Nationalmannschaften Englands und Schottlands in London. Schon bald danach, nämlich noch im selben Jahr 1986, wurde Rae von BBC Scotland fest als schottischer Fußballkorrespondent angestellt. Während dieser ganzen Zeit war Rae Student der Universität Aberdeen.
1987 wurde Rae, immer noch in Aberdeen ansässig, der Titel „Sony British Sports Broadcaster of the Year“ verliehen. 1991 verließ er die BBC in Richtung Boston, Massachusetts. Dort wurde er mit den Aufgaben eines örtlichen Pressesprechers des Organisationskomitees für die Fußball-Weltmeisterschaft 1994 in den USA betraut. Er war insbesondere damit beschäftigt, den weitgehend unbekannten europäische Fußballsport zu erklären und sein Gewicht in der Welt zu verdeutlichen. 1994 begann er für ESPN zu arbeiten. Während seiner Zeit in den Vereinigten Staaten arbeitete Rae außerdem als „die Stimme“ von Major League Soccer's New England Revolution. Dabei wurde Rae vor allem bekannt für seine kritische Position gegenüber dem damaligen Revolution-Trainer Walter Zenga während einer Internet-Radiosendung.
Am 25. Mai 2005 war Rae am Mikrophon für die ESPN2-Übertragung des historischen UEFA Champions League Finales zwischen dem FC Liverpool und dem AC Mailand in Istanbul. Die Einschaltquote war dabei in Nordamerika die höchste, die je für ein Spiel der Champions League gemessen wurde. Rae schrieb zudem auf der ESPNsoccernet's Internetseite eine Kolumne, genannt „Rae's Say“, die sich großer Beliebtheit erfreute.
Im Sommer 2010, nach vielen Jahren am ESPN-Stammsitz an der Ostküste der USA sowie einem Jahr des Pendelns zwischen den Kontinenten, zog Rae nach London, weil nach dem Erwerb der Champions-League-Übertragungsrechte ein ESPN-UK-Reporter gebraucht worden war. Für ESPN war er 2014 in Brasilien bei seiner siebten Fußball-WM im Einsatz. Derzeit ist er bei BT Sport, dem Nachfolge-Sender der aufgelösten ESPN-Dependance, als Hauptkommentator für das schottische Fußballgeschehen zuständig, aber er berichtet ebenso von den Spieltagen der Bundesliga, der Serie A, der Ligue 1 sowie der Europa League.
Seine Frau Beth Powers stammt aus Beverly (Massachusetts), wo beide auch vor ihrem Umzug nach London gemeinsam gelebt hatten.

## Reportage-Stil
Rae zeichnet sein Bemühen um korrekte Aussprache der fremdländischen Spielernamen aus, was ihn im Zweifelsfall auch mal dazu bringt, die Botschaft des zugehörigen Landes anzurufen. Beim Kommentieren der Spiele der Bundesliga nutzt und erklärt er den Zuschauern bzw. Zuhörern außerdem deutsche Begriffe aus der Fußballwelt.
Seine Reportagen, heißt es, seien weder emotionslos noch neige er zu übertriebenen Gefühlsausbrüchen, er setze Emotionen vielmehr wohlplatziert und ausgewogen ein.
Raes markante Begrüßung seiner Ansagen lautet: „Hello from me, Derek Rae“.